# Anita Håkenstad Evertsen
Anita Håkenstad Evertsen (* 19. Februar 1968 in Oslo) ist eine norwegische Biathletin, Langstrecken-, Marathon- und Crossläuferin sowie Bergläuferin.
Anita Håkenstad war im Juniorenalter eine ausgezeichnete Biathletin. 1985 war sie norwegische Juniorenmeisterin im Einzel und im Sprint. Sie trat als 17-Jährige schon im Leistungsbereich an und gewann 1985 gemeinsam mit Sanna Grønlid und Siv Bråten den Staffeltitel bei den Norwegischen Meisterschaften in Fyresdal für Oppland. In derselben Besetzung gewann sie 1986 in Geilo (oder 1987 in Tromsø) ihren zweiten Titel. Die 1,70 m große und 55 kg schwere Athletin wandte sich danach der Leichtathletik zu und startete ab 1985 für den Klub der Gemeinde Øystre Slidre, später für die Vereine IF Minerva und Idrettslaget i Bondeungdomslaget (BUL) in Oslo. Als Bergläuferin tritt sie wieder für Øystre Slidre IL an. Sie bestritt zunächst Rennen über Mittel- und Langstrecken, wobei sie sich im Laufe der Zeit immer längeren Strecken zuwandte. Außerdem startete sie im Crosslauf. Ihren ersten internationalen Wettkampf bestritt sie 1985 bei den Leichtathletik-Junioreneuropameisterschaften über 1500 Meter, als sie in einer Zeit von 4:26,61 min Elfte wurde. 1986 nahm sie an der ersten Leichtathletik-Juniorenweltmeisterschaften in Athen teil, sie trat über 3000 Meter an und belegte in persönlicher Bestzeit von 9:12,80 min den sechsten Platz. Im März desselben Jahres nahm sie an den Crosslauf-Weltmeisterschaften teil, beim Sieg der damals noch für England startenden Zola Budd wurde sie als eine der jüngsten Teilnehmerinnen in Neuchatel Planeyse Colombier Dreißigste im Einzel, mit der Mannschaft (Grete Kirkeberg, Christine Sørum, Håkenstad, Anne Jorun Flaten) Neunte. Dies blieb ihr bestes Weltmeisterschaftsresultat beim Einzelwettbewerb im Crosslauf. Mit der Mannschaft in der Besetzung Ingrid Kristiansen, Maiken Sørum, Håkenstad, Kirkeberg konnte sie bei den Weltmeisterschaften im Jahr darauf als Sechste abschließen, im Einzel schaffte sie Rang 42, 1988 in Auckland musste sie sich mit Platz 97 zufriedengeben. Ebenfalls 1987 nahm sie an den Straßenlauf-Weltmeisterschaften über 15 km teil und erreichte Platz 57, außerdem gewann sie ihre erste Norwegische Meisterschaft in einem Leichtathletikwettbewerb, als sie in 16:06,02 min im 5000-Meter-Lauf siegte. Über dieselbe Distanz wurde sie 1989 Vizemeisterin. Ihre 5000-Meter-Bestzeit beträgt 15:44,66 min vom Juli 1992 im Bislett-Stadion, Oslo. Eine weitere Landesmeisterschaft gewann sie über die Halbmarathonstrecke 1996, ihre Siegerzeit betrug 1:12:21 h, 2003 trug sie sich als Dritte noch einmal in die Siegerliste des Halbmarathons ein. Auch im Crosslauf gewann sie norwegische Titel, zwischen 1987 und 1996 insgesamt dreimal.
Zwischen 1995 und 1997 war Håkenstad eine der stärksten Marathonläuferinnen Norwegens. Sie nahm 1995 und 1997 an den Leichtathletik-Weltmeisterschaften teil, gab jedoch bei beiden Rennen auf. Besser lief es für Håkenstad bei den Olympischen Spielen 1996 in Atlanta. Sie war die einzige norwegische Starterin über die Marathonstrecke und wurde beim Sieg der Äthiopierin Fatuma Roba 48., ihre Zeit betrug 2:43:58 h. Am 29. September 1996 stellte sie beim Berlin-Marathon ihre persönliche Bestleistung über diese Strecke auf, ihre 2:30:08 Stunden – Platz zwei hinter Colleen De Reuck – sind die fünftbeste Zeit einer Norwegerin hinter Ingrid Kristiansen, Grete Waitz, Stine Larsen und Kirsten Melkevik Otterbu (Stand: Mai 2008). 1997 gewann Håkenstad den Stockholm-Marathon in einer Zeit von 2:33,26 h.
Seit den 2000er Jahren verlegte Håkenstad Evertsen ihre Aktivitäten mehr auf den Crosslauf und begann auch mit dem Berglaufen. Zur erneuten nationalen Meisterschaft im Crosslauf 2005 kamen zwischen 2005 und 2008 vier norwegische Meisterschaften im Berglauf. 2007 belegte sie den ersten Platz bei der World Mountain Running Distance Challenge, einem internationalen Berglaufwettkampf, an dem sie als einzige norwegische Läuferin teilnahm. Dazu kam der Titel bei den Europameisterschaften und ein Sieg beim Jungfrau-Marathon in 3:23:05,5 h. Bei den Berglauf-Weltmeisterschaften 2008 wurde Håkenstad Evertsen Sechste und gewann als Teil der norwegischen Mannschaft den Titel. 2008 stellte sie mit 1:20:06 h einen neuen Streckenrekord beim Skåla Up in Loen auf.